# Capitan America (film 1990)
Capitan America (Captain America) è un film del 1990, diretto da Albert Pyun, basato sull'omonimo personaggio dei fumetti Marvel Comics creato nel 1941 da Joe Simon e Jack Kirby.

## Trama
Nel corso della Seconda guerra mondiale, alcuni fascisti selezionano un bambino italiano, Tadzio De Santis, per sottoporlo a degli esperimenti sulla mutazione. Creano così il Teschio Rosso, un aberrante mostro dotato di forza incredibile. Nel team medico vi è anche la dottoressa Maria Vaselli, che tenta di opporsi alla sperimentazione sugli umani, ma il tentativo fallisce ed è costretta alla fuga. Reimpiegata per le forze militari statunitensi, aderisce al progetto per la creazione del supersoldato, sperimentando sul militare Steve Rogers una modificazione che lo trasforma in uomo dal fisico possente che lo guarisce dalla sua malattia alla gamba. La prima missione di Capitan America (ribattezzato così dal team militare) è però un fallimento: perché introdottosi in un rifugio nazista viene sconfitto dal Teschio Rosso e legato a un missile indirizzato sulla Casa Bianca. All'ultimo, Capitan America riesce ad evitare l'impatto, ma il missile devia sull'Alaska, dove rimane ibernato nel ghiaccio per più di cinquant'anni. Il momento viene immortalato in foto da un bambino.
Dopo essere stato ritrovato da un gruppo di esploratori, il supereroe torna a casa. Qui trova Bernice, la sua fidanzata di cinquant'anni prima, invecchiata. Si rende quindi conto che il tempo per gli altri è normalmente passato, mentre lui è rimasto lo stesso. Nel frattempo, il Teschio Rosso, a cui è stato donato un viso umano dopo il crollo del Terzo Reich per renderlo irriconoscibile, operando dall'Italia rapisce il Presidente degli Stati Uniti d'America. Sulle tracce di Capitan America, il cui rinvenimento è riportato su tutti i giornali, vi è proprio il presidente, che era il bambino che aveva scattato la foto al supereroe anni prima. L'uomo viene ritrovato nel palazzo italiano di Teschio Rosso, grazie alle indagini di Capitan America e della figlia di Bernice, Sharon, intenzionata a vendicare la madre, uccisa da un manipolo di manigoldi assoldati da Teschio Rosso per catturare l'atavico nemico.
Capitan America e Teschio Rosso si scontrano nella fortezza del cattivo e Capitan America riesce ad avere la meglio.

## Produzione
Il film ebbe una gestione travagliata e passò a diverse case di produzione prima di essere realizzato. Nel 1984 i diritti di Capitan America furono acquistati dalla Cannon Group, casa di produzione gestita da Menahem Golan e Yoram Globus. Inizialmente la regia fu proposta a Michael Winner, il quale avrebbe dovuto dirigere una prima sceneggiatura scritta da James Silke. Nel 1986, Winner fu affiancato da Stan Lee e da Lawrence Block, con i quali cominciò ad ideare la storia del film. Nel 1987, tuttavia, Winner abbandonò il progetto e al suo posto fu assunto John Stockwell. La sceneggiatura, invece, fu affidata a Stephen Tolkin.
Nel 1988, Menahem Golan lasciò la Cannon. La casa di produzione, a causa di difficoltà finanziarie, fu costretta a vendere i diritti di Capitan America alla 21st Century Film Corporation. La casa di produzione prese subito a cuore il progetto e contattò Albert Pyun per dirigere il film. Le riprese iniziarono nel 1989 e si conclusero dopo un anno. Il budget stanziato per la pellicola fu di dieci milioni di dollari.
In origine la produzione aveva pensato di assumere due attori per il ruolo di Steve Rogers: uno avrebbe dovuto interpretare il personaggio prima dell'esperimento, mentre il secondo avrebbe dovuto vestire i panni di Steve Rogers nelle vesti di Capitan America. Alla fine, però, si decise di assumere un solo attore per la parte, vale a dire Matt Salinger. Prima di lui furono considerati Arnold Schwarzenegger e Dolph Lundgren, ma se il primo fu scartato per il suo accento, il secondo dovette rinunciare perché impegnato nella riprese de Il vendicatore, altro film ispirato ad un personaggio della Marvel, ovvero Punitore. Anche Val Kilmer fu considerato per la parte, ma l'attore preferì rinunciare per dedicarsi al film The Doors. Scott Paulin, interprete di Teschio Rosso, interpretò nello stesso film anche il medico dell'ospedale in cui Capitan America si risveglia nel 1993 dopo essere uscito dall'ibernazione.

## Distribuzione
Venne distribuito il 14 dicembre 1990 in Gran Bretagna, negli anni successivi in altri paesi.

## Accoglienza
Il film, dal budget molto basso, ebbe uno scarso successo sia di pubblico che di critica.